# Medusa (filme)
Medusa é um filme de terror e fantasia brasileiro de 2023 dirigido e escrito por Anita Rocha da Silveira. O filme é protagonizado por Mariana Oliveira e é inspirado no mito de Medusa para narrar a história de um grupo de jovens mulheres que fazem de tudo para manter as aparências de mulheres perfeitas, submetendo-se a um regime de opressão. O elenco secundário é composto por Lara Tremouroux, Joana Medeiros, Felipe Frazão, Thiago Fragoso e Bruna Linzmeyer.

## Sinopse
Há muitas eras atrás, uma lenda surgiu e ainda é contada na sociedade, a história de Medusa. Ela foi sacerdotisa da deusa virgem Atena, mas foi violentada por Poseidon em seu local de oração e devoção. Como punição, Atena transformou seus cabelos em cobras e qualquer homem que olhasse para ela seria transformado em pedra. Hoje em dia, o mito ainda é amplamente conhecido. Mariana (Mariana Oliveira) é uma jovem que se esforça ao máximo para manter a aparência de ser a mulher perfeita. Ela e suas amigas farão tudo o que estiver ao seu alcance para controlar tudo e todos ao seu redor e resistir à tentação, mas a vontade de gritar torna-se cada vez mais forte.

## Elenco
- Mariana Oliveira como Mariana
- Lara Tremouroux como Michele
- Joana Medeiros como Karen
- Felipe Frazão como Lucas
- Thiago Fragoso como Pastor Guilherme
- Bruna G. como Clarissa
- Bruna Linzmeyer como Melissa
- Carol Romano como Vivian
- Fernanda Lasevitch como Rita
- Isadora Ruppert como Dani
- Julianna Pimenta como Lulu
- Anita Chaves como Paty
- Natália Balbino como Jennifer
- João Víthor Oliveira como Jonathan
- Arthur Santileone como Vigilante Arthur
- Bruno Marques como Vigilante Bruno
- Gui Heck como Vigilante Heck
- João Gana como Vigilante João
- Fernando Lúcio como Vigilante Fernando
- Lucas André como Vigilante André
- Marcelo Petzen como Vigilante Marcelo
- Lúcio Martínez como Vigilante Martínez
- Nestor Siqueira como Vigilante Nestor
- Pablo Cortez como Vigilante Pablo
- Danilo Mateus como Vigilante Tavarez
- Inez Viana como Dona Carmem
- Ana Suely Malta como Dona Francisca
- Márcio Mariante como Doutor Arnaldo
- Júlia Roliz como Júlia
- Bárbara Sut como Sara
- Dora Freind como Letícia
- Gabriel Salabert como Carlos
- Ivson Rainero como "Homem fiel"
- Clarisse Zarvos como "Mulher fiel"
- Luciana Novak como "Falsa Melissa"

## Produção

### Antecedentes

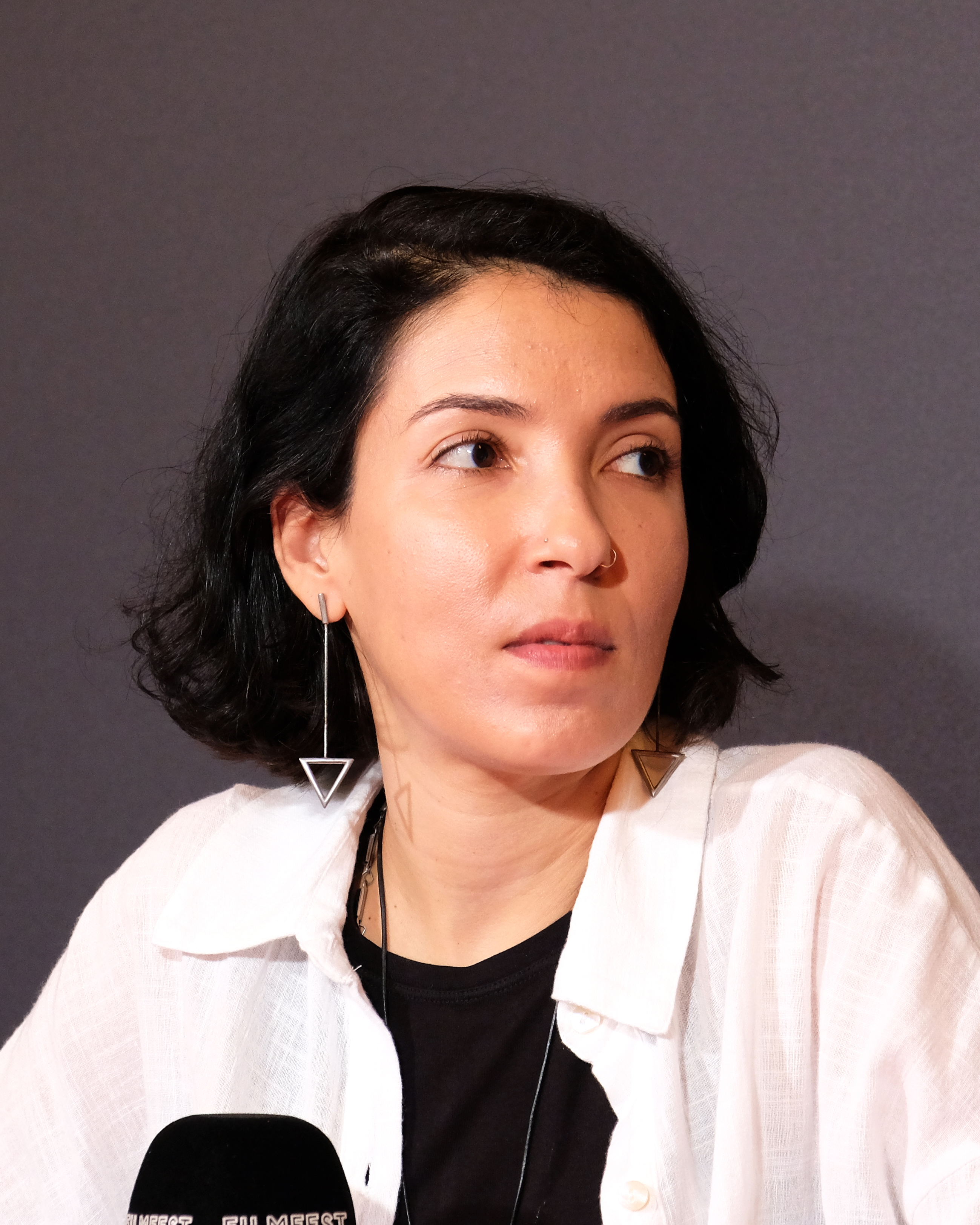
Anita Rocha da Silveira idealizou e dirigiu o filme, o qual surgiu a partir de sua observação de questões sociais.

De acordo com diretora Anita Rocha da Silveira, que também é responsável pelo roteiro, o filme teve origem em sua própria observação da sociedade brasileira nos últimos anos, que retomou a defesa de um modelo de mulher "bonita, recatada e do lar". Além disso, a cineasta ficou atenta a uma série de notícias de jornais de 2015 que relatavam ataques contra jovens consideradas "promíscuas" por agressoras que também eram mulheres.
As notícias levaram Anita a lembrar imediatamente do mito de Medusa. Na versão mais conhecida do mito, Medusa era uma das donzelas mais belas e uma sacerdotisa do templo de Atena. No entanto, ela cedeu às investidas de Poseidon, enfurecendo Atena, a deusa virgem. Como castigo, Atena transformou o belo cabelo de Medusa em serpentes e desfigurou seu rosto a ponto de transformar em pedra quem quer que a olhasse. Medusa foi punida por sua sexualidade, por desejar e por não ser "pura". A partir dessa junção entre mito e realidade, Anita percebeu que, mesmo após séculos, as mulheres ainda desejam controlar umas às outras. Talvez isso seja uma forma de manter o controle sobre si mesmas, uma vez que cresceram com medo de ceder aos seus impulsos e de serem rotuladas como "histéricas". O controle também passa pela aparência e pela beleza, uma vez que a ideia de que esses são seus principais atributos está impregnada em suas mentes. Elas fazem dietas para alcançar o peso "padrão" e se submetem a procedimentos estéticos dolorosos na esperança de manterem-se jovens para sempre.

### Escolha do elenco
Mariana (interpretada por Mari Oliveira) é a personagem principal do filme e é retratada como uma jovem bela que, juntamente com suas amigas, faz parte de um grupo chamado Preciosas do Altar, no qual se esforçam para evitar cair em tentações. Anita já havia trabalhado com Mari em seu primeiro longa-metragem, Mate-me por Favor, e escreveu o papel especialmente para a atriz. Mais de 200 jovens, incluindo atores e atrizes, foram testados para a escolha do elenco. Anita trabalhou junto com o produtor de elenco Giovani de Barros, que já era seu amigo há muitos anos, para a escolha do elenco. Alguns atores foram convidados, como Bruna Linzmeyer, que já era amiga pessoal da diretora, e Thiago Fragoso, indicado pela produtora executiva, que sempre afirmou que ele seria um excelente pastor, sendo que a própria Anita conversou com o ator sobre o papel. Joana Medeiros, que interpreta a enfermeira, e  Inez Viana, que faz uma participação, também foram escolhidas especialmente. No entanto, a maioria do elenco jovem foi escolhido através de testes abertos em redes sociais.

### Desenvolvimento
A concepção de Medusa começou em 2015, e a filmagem ocorreu antes da pandemia em novembro de 2019. Produzido pela Bananeira Filmes de Vania Catani e pela MyMama Entertainment de Mayra Faour Auad, o filme é distribuído pela Vitrine Filmes através do projeto Sessão Vitrine, contemplado pelo PROAC 34/2022, um programa de incentivo à cultura do Governo do Estado de São Paulo e da Secretaria de Cultura e Economia Criativa do Estado de São Paulo.

## Lançamento
O filme teve sua première mundial em 12 de julho de 2021 no Festival de Cannes, na França, onde foi selecionado para ser exibido na Quinzena de Realizadores, que ocorreu entre 7 e 17 de julho, paralelamente à mostra oficial do festival. O filme alcançou uma boa repercussão no festival francês, que é um dos mais prestigiados no mundo, alavancando sua turnê mundial por festivais de cinema. Em 15 de setembro de 2021 estreou no Canadá sendo um dos destaques do 46° Festival Internacional de Cinema de Toronto. Dez dias depois, em 25 de setembro, voltou a ser exibido na França no Festival Reflets du Cinéma Ibérique et Latino Américain, em Villeurbanne. Em 7 de outubro, foi aplaudido na Espanha durante o Festival de Cinema de Sitges, também conhecido como Festival Internacional de Cinema Fantástico da Catalunha. Durante outubro de 2021, o filme ainda percorreu por países europeus, sendo exibido na Itália no Festival de Milano (9), novamente na França no La Rouche-sur-Yon International Film Festival (13), e na Áustria, onde foi apresentado no Festival Internacional de Cinema de Viena - Viennale - no dia 23. No Brasil foi exibido oficialmente no Festival do Rio.
Em 26 de outubro, Medusa estreou no continente americano no Philadelphia International Film Festival, nos Estados Unidos. Em 6 de novembro, foi apresentado na Suíça no 27° Geneva International Film Festival. Foi exibido no Raindance Film Festival no mesmo dia (6), no Reino Unido, encerrando a mostra de filmes do evento. Voltou a ser exibido nos Estados Unidos no AFI Latin American Film Festival. As exibições em festivais de cinema continuaram em 2022. No início do ano, em 26 de janeiro, participou do Festival Internacional de Cinema de Roterdão, nos Países Baixos. Fez uma passagem por festivais de cinema dos Estados Unidos, incluindo o Festival Internacional de Cinema de Miami em 6 de março, o Milwaukee Film Festival em 22 de abril e Maryland Film Festival em 29 de abril. Foi selecionado para o Festival de Cinema Brasileiro de Paris, sendo exibido em 31 de março. Já no continente asiático, o filme estreou na Coreia do Sul no Festival de Jeonju em 29 de abril. Em 25 de junho estreou na Alemanha durante o 39° Festival de Cinema de Munique, sendo exibido na mostra competitiva CineVision.
Comercialmente, o filme foi lançado na França em 16 de março de 2022. Em 29 de julho, teve um lançamento com sessões limitadas nos Estados Unidos. Foi distribuído nos cinemas da Polônia a partir de 14 de agosto. Na Alemanha, Medusa chegou aos cinemas em 1 de dezembro. No Brasil, o lançamento comercial ocorreu apenas em 16 de março de 2023. O filme foi distribuído em diversas cidades brasileiras, incluindo São Paulo, Rio de Janeiro, Aracaju, Belo Horizonte, Brasília, Fortaleza, Goiânia, João Pessoa, Palmas, Porto Alegre, Recife, Salvador e Vitória. A distribuição foi feita pela Vitrine Filmes através do projeto Sessão Vitrine.

## Recepção

### Crítica

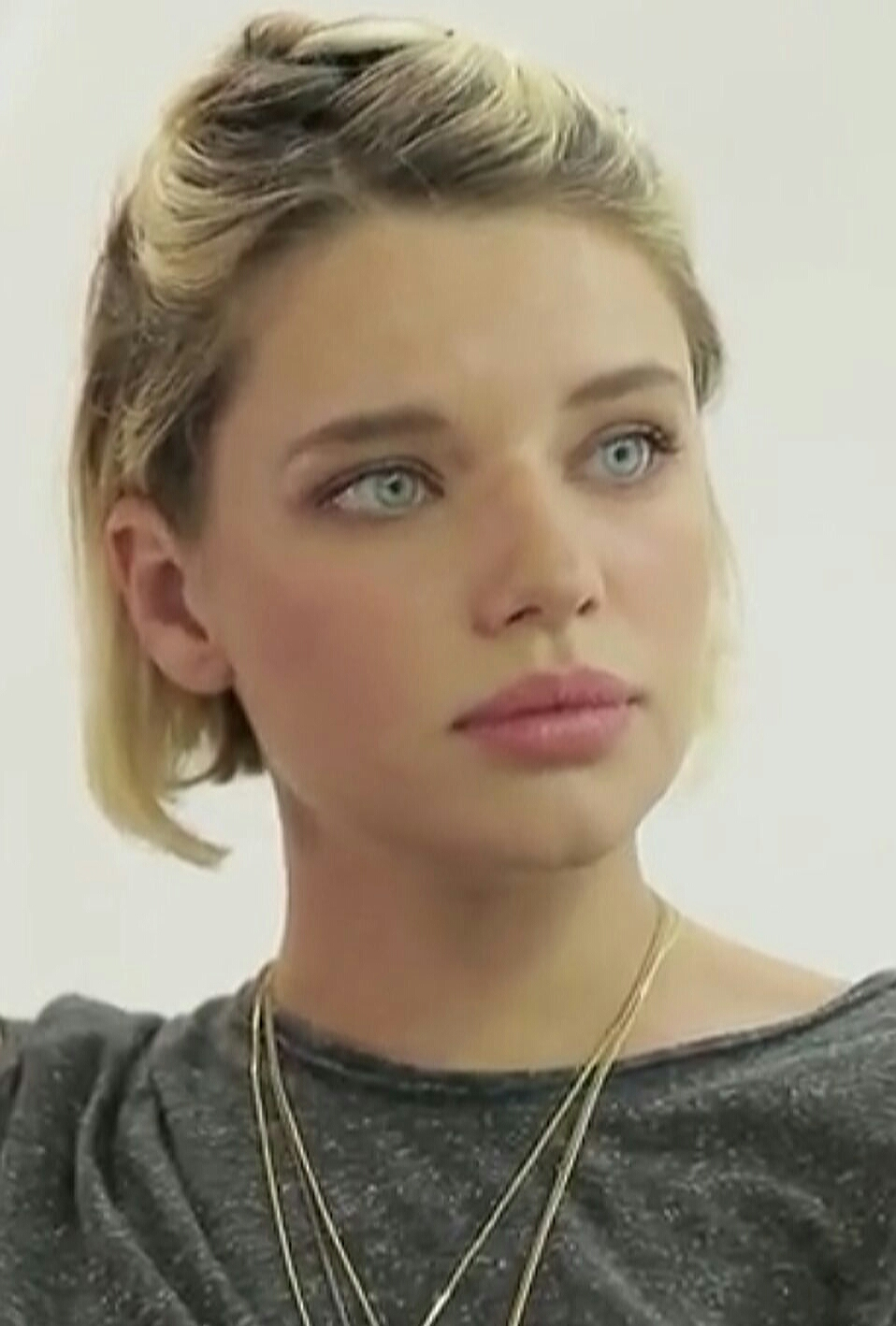
A cena inicial do filme com Bruna Linzmeyer foi pontuada como um dos destaques do filme.

Medusa recebeu ampla aclamação da crítica internacional e nacional. No Rotten Tomatoes, 84% das 44 críticas são positivas, com uma nota média de 7.4/10. E o consenso do site afirma: "Em uma mistura tonal elegante e bem representada, Medusa confronta a hipocrisia religiosa e o sexismo com uma raiva revigorante." Por sua vez, o Metacritic atribuiu uma média ponderada de 67 em 100 baseada em 10 críticas. O filme foi bem recepcionado e premiado em diversos festivais de cinema em que foi exibido, em especial, internacionalmente. Escrevendo para o site Omelete, Paula Febbe disse que o filme combina elementos de mitologia, horror e religião para criticar a extrema-direita e promover a libertação das mulheres de diversas formas de opressão. Febbe escreveu que não um filme de terror intenso e que, embora o horror esteja presente na atmosfera e na assustadora proximidade com a realidade, não se baseia em sustos repentinos, sobrenaturalidade e cenas de gore. Em vez disso, o filme utiliza o grotesco e o estranho de forma magistral e provocativa dentro do gênero de terror. Ela destacou a cena de abertura, onde Bruna Linzmeyer se contorce em uma dança que a faz parecer um inseto lutando para sobreviver ao inseticida, pontuando que é uma das melhores cenas que já viu em um filme nacional de terror.
Para o Plano Crítico, Roberto Honorato escreveu que o filme enfoca a construção de algumas cenas que mesclam a tensão do thriller norte-americano com a estética do cinema italiano, inspirado no estilo de diretores como Bava ou Argento, e muito disso é destacado no uso da excelente trilha sonora inquietante de Bernardo Uzeda, influenciada por bandas como Goblin (que fez grandes colaborações com Dario Argento) ou a Tangerine Dream. A combinação do rock gótico de Siouxsie & The Banshees com o MPB de Marina Lima na sua versão de "Uma Noite e ½" é uma das decisões mais inteligentes que o filme fez, o que deixa ainda mais envolvente a combinação de thriller, drama, comédia e musical.
Cecília Barroso, para o site Cenas de Cinema, escreveu que a obra apresenta uma complexidade tanto em sua forma quanto em seu conteúdo. Como um terror de primeira qualidade, incorpora influências de diversas escolas do gênero. O tradicional se funde à energia de um cinema inventivo, destacado pela força de uma trama que exala a juventude que representa, um elemento ainda muito presente - de forma altamente positiva - no trabalho da diretora. Rocha da Silveira utiliza cores e luzes para criar um ambiente marcante, empregando o neon para dar ênfase à cena, centralizando os corpos, expondo ou ocultando-os conforme necessário para evocar as sensações desejadas, e domina perfeitamente o uso da trilha sonora, tanto na manipulação do som quanto na seleção das músicas. Em sua impressionante colagem pop, cria o cenário ideal para uma história que discute o presente surreal que enfrentamos, mesmo que na ficção ainda esteja por vir.

### Prêmios e indicações
| Ano  | Associações                                                   | Categoria                                      | Recipiente(s)                                   | Resultado | Ref.   |
| ---- | ------------------------------------------------------------- | ---------------------------------------------- | ----------------------------------------------- | --------- | ------ |
| 2021 | Festival de Cinema Raindance                                  | Melhor Filme Internacional                     | Medusa                                          | Indicado  | [ 4 ]  |
| 2021 | Festival de Cinema de Sitges                                  | Melhor Filme                                   | Medusa                                          | Indicado  | [ 4 ]  |
| 2021 | Festival de Cinema de Sitges                                  | Melhor Direção                                 | Anita Rocha da Silveira                         | Venceu    | [ 4 ]  |
| 2021 | Festival Internacional de Cinema de San Sebastián             | Melhor Filme Latino-americano                  | Medusa                                          | Venceu    |        |
| 2021 | Festival do Rio                                               | Melhor Filme (Première Brasil)                 | Medusa                                          | Venceu    | [ 4 ]  |
| 2021 | Festival do Rio                                               | Melhor Atriz Coadjuvante                       | Lara Tremouroux                                 | Venceu    | [ 4 ]  |
| 2022 | Festival de Cinema de Munique                                 | Melhor Filme de Diretor Emergente              | Medusa                                          | Indicado  |        |
| 2022 | Festival Internacional de Cinema Independente de Buenos Aires | Melhor Filme                                   | Medusa                                          | Indicado  |        |
| 2022 | Festival Internacional de Cinema de Miami                     | Prêmio Knight Marimbas                         | Medusa                                          | Indicado  |        |
| 2022 | Festival Internacional de Cinema de Miami                     | Menção Honrosa de Atuação                      | Mariana Oliveira                                | Venceu    |        |
| 2022 | Festival Internacional de Cinema de Palm Springs              | Melhor Filme Ibero-americano                   | Medusa                                          | Indicado  | [ 4 ]  |
| 2022 | Festival Internacional de Cinema de Palm Springs              | Menção Honrosa de Melhor Filme Ibero-americano | Medusa                                          | Venceu    | [ 4 ]  |
| 2022 | IndieLisboa International Independent Film Festival           | Melhor Filme Internacional                     | Medusa                                          | Indicado  | [ 4 ]  |
| 2022 | IndieLisboa International Independent Film Festival           | Prêmio especial TVCine Channels                | Anita Rocha da Silveira                         | Venceu    | [ 4 ]  |
| 2022 | Jeonju International Film Festival                            | Melhor Filme Internacional                     | Medusa                                          | Indicado  |        |
| 2022 | Prêmio ABC de Cinematografia                                  | Melhor Montagem                                | Marilia Moraes                                  | Indicado  | [ 25 ] |
| 2022 | Prêmio ABC de Cinematografia                                  | Melhor Som                                     | Bernardo Uzeda, Gustavo Loureiro e Evandro Lima | Indicado  | [ 25 ] |
| 2022 | Prêmio ABC de Cinematografia                                  | Melhor Direção de Fotografia de Longa-metragem | João Atala                                      | Indicado  | [ 25 ] |
| 2022 | Tromsø International Film Festival                            | Melhor Filme Internacional                     | Medusa                                          | Venceu    | [ 26 ] |
| 2022 | Tromsø International Film Festival                            | Aurora Award                                   | Anita Rocha da Silveira                         | Venceu    | [ 26 ] |